# Nintendo Switch
Nintendo Switch là một loại máy chơi trò chơi điện tử do Nintendo phát triển và phát hành ở hầu hết các khu vực trên toàn thế giới ngày 3 tháng 3 năm 2017. Thân máy là một máy tính bảng có thể gắn vào đế để sử dụng như một máy chơi trò chơi điện tử tại nhà hoặc sử dụng như một thiết bị di động, biến nó thành một máy chơi trò chơi điện tử lai. Bộ điều khiển Joy-Con không dây của máy có các nút tiêu chuẩn và thanh điều hướng để người dùng nhập liệu, cảm biến chuyển động và phản hồi xúc giác, có thể gắn vào cả hai mặt của máy để hỗ trợ chơi kiểu cầm tay. Chúng cũng có thể kết nối với một phụ kiện tay cầm điều khiển như một dạng gamepad truyền thống hoặc sử dụng riêng lẻ để cầm trên tay như Wii Remote và Nunchuk, hỗ trợ các chế độ nhiều người chơi nội mạng. Phần mềm Nintendo Switch hỗ trợ chơi trò chơi trực tuyến thông qua kết nối Internet, cũng như kết nối ad hoc không dây với các máy khác. Trò chơi và phần mềm Nintendo Switch được phát hành trên cả thẻ trò chơi ROM dựa trên flash vật lý và phân phối kỹ thuật số qua Nintendo eShop; máy không có khóa vùng. Một bản sửa đổi, tập trung vào chế độ cầm tay của máy gọi là Nintendo Switch Lite, đã phát hành ngày 20 tháng 9 năm 2019. Một mô hình sửa đổi cao cấp hơn với màn hình OLED phát hành ngày 8 tháng 10 năm 2021.
Nintendo Switch ra mắt tháng 10 năm 2016 với tên mã NX, khái niệm về Switch xuất hiện như là một động thái của Nintendo sau những thua lỗ tài chính vào năm 2014, do doanh số bán hàng kém của hệ máy trước đó là Wii U và sức ép cạnh tranh thị trường từ trò chơi di động. Chủ tịch của Nintendo là Iwata Satoru đã thúc đẩy công ty hướng tới việc chơi trò chơi di động và phần cứng mới lạ. Thiết kế của Nintendo Switch nhằm vào nhân khẩu học rộng lớn của người dùng thông qua nhiều chế độ sử dụng. Nintendo đã chọn sử dụng các linh kiện điện tử tiêu chuẩn hơn, như chipset dựa trên dòng Tegra của Nvidia, để cho các lập trình viên phát triển hệ máy dễ dàng hơn và tăng khả năng tương thích với các game engines hiện có. Wii U vấp phải khó khăn để có được sự hỗ trợ từ bên ngoài, để lại một thư viện phần mềm yếu kém, Nintendo đã ưu tiên tìm kiếm sự hỗ trợ từ nhiều nhà phát triển và sản xuất của bên thứ ba để giúp xây dựng thư viện trò chơi Switch song song với các tựa trò chơi bên thứ nhất của Nintendo, cộng thêm các hãng phát triển trò chơi độc lập. Trong khi Nintendo dự đoán ban đầu chỉ có khoảng 100 tựa game phát hành trong năm đầu tiên, nhưng đã có hơn 320 tựa trò chơi từ các nhà phát triển thứ nhất, thứ ba và độc lập đã phát hành ra vào cuối năm 2017.
Là máy chơi trò chơi điện tử thế hệ thứ tám, Nintendo Switch cạnh tranh với Xbox One của Microsoft và PlayStation 4 của Sony. Xuất xưởng gần ba triệu máy trong tháng đầu tiên ra mắt, vượt mức dự đoán ban đầu của Nintendo là 2 triệu và trong vòng một năm phát hành hơn 14 triệu máy trên toàn thế giới, vượt qua tổng doanh số bán hàng trọn đời của Wii U. Đến đầu năm 2018, Switch đã trở thành máy chơi trò chơi điện tử tại gia bán chạy nhất ở cả Nhật Bản và Mỹ. Tính đến  tháng 12 năm 2023, Nintendo Switch, Switch OLED và Switch Lite đã bán ra hơn 139 triệu máy trên toàn thế giới, biến nó thành máy chơi game gia đình bán chạy nhất của Nintendo và là máy chơi game bán chạy thứ 3 mọi thời đại, chỉ sau PlayStation 2 và Nintendo DS. Doanh số bán hàng của Switch gắn liền với doanh số các tựa trò chơi bên thứ nhất của Nintendo, với sáu trò chơi đã bán hơn hai mươi triệu bản mỗi trò là The Legend of Zelda: Breath of the Wild, Mario Kart 8 Deluxe, Super Mario Odyssey, Super Smash Bros. Ultimate, Pokémon Sword và Shield, và Animal Crossing: New Horizons .

## Lịch sử

### Bối cảnh
Nintendo từng chứng kiến việc đã đạt được những mức doanh thu kỷ lục, doanh thu thuần và lợi nhuận trong năm 2009, là kết quả của việc phát hành Wii và Nintendo DS vào những năm 2004 và 2006, nhưng trong những năm tiếp theo, doanh thu của hãng bắt đầu giảm. Với việc phát hành Wii U vào năm 2012, công ty đã đăng một khoản lỗ hoạt động và tiếp tục giảm doanh thu. Nintendo coi năm 2014 là một trong những mất mát tài chính lớn nhất trong lịch sử hiện đại. The New York Times cho rằng Nintendo hạ dự báo tài chính năm đó xuống do doanh số phần cứng yếu so với trò chơi trên thiết bị di động. Trước đây, công ty đã do dự về thị trường này, chủ tịch Iwata Satoru cho rằng họ sẽ "không còn là Nintendo" nữa và mất danh tiếng nếu dính vào thị trường đó. Khoảng ba năm trước khi Switch ra đời, Iwata, Kimishima Tatsumi, Takeda Genyo và Miyamoto Shigeru  đã lên chiến lược khôi phục lại mô hình kinh doanh của Nintendo, bao gồm tiếp cận thị trường di động, tạo ra phần cứng mới và "tối đa hóa tài sản trí tuệ của họ". Trước khi qua đời, Iwata đã có thể đảm bảo một liên minh kinh doanh với nhà cung cấp phần mềm trò chơi di động Nhật Bản, DeNA, để phát triển các tựa trò chơi di động dựa trên nhượng quyền thương mại của Nintendo, tin rằng cách tiếp cận này sẽ không ảnh hưởng đến tính toàn vẹn của họ. Sau khi Iwata qua đời tháng 7 năm 2015, Kimishima là chủ tịch của Nintendo, trong khi Miyamoto được thăng chức thành "Đồng sáng tạo".

### Phát triển
Khái niệm ban đầu cho Switch bắt đầu ngay sau khi phát hành Wii U vào năm 2012. Kimishima nói khi Nintendo đang đánh giá phần cứng mới mà họ muốn sản xuất, họ "không chỉ muốn một hệ máy kế nhiệm" cho Nintendo 3DS hoặc Wii U, nhưng lại tự hỏi "chúng ta có thể tạo ra loại trải nghiệm mới nào?". Trong một cuộc phỏng vấn với Asahi Shimbun, Kimishima nói Switch được thiết kế để cung cấp một "cách chơi mới" sẽ "có tác động lớn hơn Wii U". Chủ tịch và COO Nintendo of America là Reggie Fils-Aimé, nhấn mạnh sự hấp dẫn của hệ máy như một thiết bị cung cấp cho người chơi tùy chọn chơi ở nhà hoặc đang di chuyển và lưu ý rằng nó sẽ cho phép các nhà phát triển tạo ra các thể loại trò chơi mới.
Ý tưởng ban đầu cho Switch bắt đầu ngay sau khi phát hành Wii U vào năm 2012. Kimishima nói rằng khi Nintendo đang đánh giá xem họ muốn sản xuất phần cứng mới nào, họ "không chỉ muốn một kế nhiệm" cho Nintendo 3DS hoặc Wii U, nhưng thay vào đó lại hỏi "chúng ta có thể tạo ra loại trải nghiệm mới nào?" Trong một cuộc phỏng vấn với Asahi Shimbun, Kimishima nói rằng Switch được thiết kế để cung cấp một "cách chơi mới" sẽ "có tác động lớn hơn Wii U". Chủ tịch và COO Nintendo of America, Reggie Fils-Aimé nhấn mạnh sức hấp dẫn của máy với vai trò là một thiết bị cung cấp cho game thủ tùy chọn chơi ở nhà hoặc khi đang di chuyển, và lưu ý rằng nó sẽ cho phép các nhà phát triển tạo ra các thể loại trò chơi mới. Cách tiếp cận này tiếp tục chiến lược đại dương xanh của Nintendo đối với thị trường máy chơi trò chơi cạnh tranh gay gắt, thay vì cạnh tranh tính năng với các máy khác, họ sẽ thiết lập các thiết bị độc đáo và khó sao chép. Miyamoto nói rằng một số khái niệm về Switch mở rộng từ triết lý thiết kế "tư duy cấp tiến song hành với kinh nghiệm công nghệ dày dặn" của Yokoi Gunpei mà Nintendo đã sử dụng trong vài thập kỷ qua.
Sự thất bại thương mại của Wii U cũng gây áp lực cho Nintendo trong quá trình phát triển Switch. Doanh số ban đầu của Wii U rất yếu so với Wii, và các studio bên thứ ba lớn như Electronic Arts và Ubisoft thông báo họ sẽ không hỗ trợ ngay từ cuối năm đầu tiên của Wii U, càng làm cản trở doanh số bán hàng của nó. Theo Fils-Aimé, khi rõ ràng rằng hiệu suất vòng đời của Wii U sẽ kém hơn mong đợi của công ty, Switch đã trở thành một "sản phẩm hoàn thiện hoặc chấm hết" cho Nintendo.
Theo Shinya Takahashi và Koizumi Yoshiaki, tổng giám đốc và phó tổng giám đốc của Entertainment Planning & Development Division của Nintendo (EPD), thiết kế của Switch nhằm mục đích thu hẹp sự phân cực của thị trường vào thời điểm đó, tạo ra một thiết bị có thể chơi các trò chơi điện tử "nhàn nhã" cùng với các trò chơi có mục đích chơi "sâu". Cách tiếp cận này cũng sẽ áp dụng cho lối sống văn hóa và sự khác biệt trong trò chơi giữa người chơi Nhật Bản và phương Tây; Người chơi Nhật Bản có xu hướng chơi trên đường đi và với các nhóm xã hội, trong khi người chơi phương Tây có xu hướng chơi một mình ở nhà. Thiết kế của Switch sẽ đáp ứng được cả hai nền văn hóa và một số trò chơi nhất định, chẳng hạn như 1-2-Switch, có thể làm cho trò chơi xã hội được chấp nhận nhiều hơn trong văn hóa phương Tây. Hai yếu tố chính được thiết lập để giải quyết thị trường hỗn hợp này là khả năng cho thiết bị phát trên màn hình TV hoặc di động và việc sử dụng bộ điều khiển có thể tháo rời. Cái tên "Switch" được chọn không chỉ để thể hiện khả năng chuyển đổi từ chế độ cầm tay sang máy chơi trò chơi điện tử tại gia mà còn thể hiện "ý tưởng về một 'chuyển đổi' có thể lật xoay và thay đổi cách mọi người trải nghiệm giải trí trong cuộc sống hàng ngày của họ"
Theo Takahashi Shinya, một phần nguồn cảm hứng về hình thức và thiết kế của Switch là từ những phản hồi mà người chơi đã gửi cho Nintendo trên Wii Remote. Với việc phát hành các trò chơi như Wii Sports và Wii Fit, người chơi đã hỏi Nintendo liệu họ có thể tạo Wii Remote ở dạng nhỏ hơn, có thể cột hẳn vào một phần cơ thể của họ hay không. Điều này dẫn đến việc Nintendo hình dung ra những gì một bộ điều khiển với hệ số hình thức nhỏ hơn, đem lại sức mạnh phần cứng và cả cách chơi, dẫn đến ý tưởng về một hệ máy đủ nhỏ với những bộ điều khiển có thể di chuyển theo được. Các khái niệm khác xuất phát từ phản hồi của người tiêu dùng chỉ trích Wii U. Fils-Aimé nói rằng một chỉ trích phổ biến về Wii U là người chơi thích sử dụng Wii U GamePad và muốn chơi trò chơi của nó ở bất cứ đâu, thì nó lại trở nên vô dụng nếu họ di chuyển một khoảng xa khỏi thân máy chính. Điều này giúp Nintendo thiết kế một hệ máy chơi trò chơi điện tử tại nhà mà người chơi có thể mang theo đến bất cứ đâu. Khoảng năm nguyên mẫu khác nhau đã được phát triển cho Switch trước khi đưa ra  thiết kế hoàn thiện. Điều này bao gồm việc phát triển các phương pháp khác nhau về cách bộ điều khiển Joy-Con kết nối vật lý với máy, bao gồm cả việc sử dụng nam châm để giữ chúng ở đúng vị trí.
Ngoài việc thiết kế các yếu tố hình thức, Nintendo cần cân bằng sức mạnh và tốc độ của bộ vi xử lý trung tâm, với tuổi thọ pin và kích thước của thiết bị, cùng với các tài nguyên phát triển hạn chế và thời gian do ban quản lý của Nintendo thiết lập. Một sự lựa chọn được thực hiện bởi nhóm phát triển là sử dụng một hệ thống hiện có trên một con chip (SOC) thay vì tự tạo như họ đã làm trước đó. Koizumi nói sự phá vỡ truyền thống này nhằm đạt được sự hỗ trợ của bên thứ ba hơn cho máy, bằng cách sử dụng SOC mà các nhà phát triển có thể dễ dàng chuyển đổi sang. Nintendo đã không tập trung vào sức mạnh của bộ vi xử lý thô, nhưng tìm cách cân bằng các tính năng tổng thể của hệ thống, bao gồm tuổi thọ pin và kích thước, cũng như ghi nhớ nguồn lực và thời gian phát triển hạn chế của họ. Koizumi nói "Phần khó nhất là làm thế nào để cân bằng tổng thể trong khi chúng tôi đang vướng vào tất cả những điều phức tạp." Để đạt được sự cân bằng này, họ không chọn sử dụng phần cứng mạnh hơn mà họ đã có thể sử dụng, thay vào đó sử dụng phương pháp tiếp cận trung gian để đạt được tầm nhìn của họ về Switch.
Trong quá trình phát triển, Koizumi là giám đốc sản xuất của Switch. Theo Miyamoto, sự phát triển của Switch trong nội bộ Nintendo được dẫn đầu bởi các nhân viên trẻ hơn "... thực sự là chính họ đã đưa nó lên và thiết kế ra hệ thống này". Miyamoto nói về các nhân viên trẻ: "Tôi luôn tìm kiếm những nhà thiết kế không phải là những người nghiện trò chơi. Tôi đảm bảo rằng họ không chỉ là một game thủ, mà họ có rất nhiều sở thích và kỹ năng khác nhau." Các nhà phát triển có kinh nghiệm hơn cũng được chiêu mộ để giúp động não các ý tưởng về cách đảm bảo Switch có vòng đời dài hơn ngoài 5 đến 6 năm thông thường như hầu hết các máy khác. Miyamoto, Takeda và Iwata ít tham gia hơn, nhưng vẫn giám sát khi cần thiết, chủ yếu xung quanh chi phí triển khai các tính năng mới sẽ làm cho Switch nổi bật. Đối với Miyamoto, việc hạn chế tham gia của ông cho phép ông dành nhiều thời gian hơn cho các tựa phần mềm của Nintendo được phát triển vào thời điểm đó, chẳng hạn như Super Mario Run.

### Công bố
Tin tức chính thức đầu tiên về phần cứng của Switch đã diễn ra cùng lúc thông báo sự hợp tác của Nintendo và DeNA ngày 17 tháng 3 năm 2015. Ở giai đoạn này, Nintendo đã giới thiệu hệ máy dưới tên mã "NX", và mô tả nó như là một "khái niệm hoàn toàn mới". Tại cuộc họp của nhà đầu tư tháng 4 năm 2016, Nintendo thông báo họ đã lên kế hoạch phát hành NX trên toàn thế giới tháng 3 năm 2017. Nintendo không tiết lộ phần cứng của NX tại E3 2016, mà chỉ thông báo The Legend of Zelda: Breath of the Wild, ban đầu vồn công bố độc quyền cho WiiU, cũng sẽ phát hành cho NX. Tại cuộc họp của các cổ đông Nintendo sau hội nghị, Miyamoto nói công ty lo ngại đối thủ cạnh tranh có thể sao chép ý tưởng từ NX nếu họ tiết lộ quá sớm. Tháng sau, tin đồn bắt đầu xuất hiện xung quanh bản chất của máy, bao gồm cả việc sử dụng phần cứng Nvidia Tegra, là thiết bị "lai" dành cho cả gia đình và di động, bộ điều khiển có thể tháo rời khỏi thiết bị chính cũng như có thể chơi đơn lẻ, và Nintendo sẽ phân phối trò chơi trên máy qua định dạng thẻ và tải xuống kỹ thuật số.
Ngày 20 tháng 10 năm 2016, Nintendo chính thức công bố hệ máy dưới cái tên Nintendo Switch, cùng với một đoạn giới thiệu thể hiện bản chất của phần cứng như một thiết bị lai. Vào thời điểm máy phát hành, Nintendo đã không cung cấp nhiều chi tiết về các tính năng của nền tảng này, mặc dù họ dự định có các sự kiện vào năm 2017. Công ty tuyên bố có những tính năng bổ sung không được trình bày trong đoạn giới thiệu. Miyamoto và Fils-Aimé trình bày Switch cho người dẫn chương trình Jimmy Fallon trên chương trình The Tonight Show Starring Jimmy Fallon tháng 12 năm 2016. Ngoài việc cho xem phần cứng và chức năng của máy, Fallon đã có cơ hội chơi live một phần Breath of the Wild.
Tại một sự kiện báo chí ở Tokyo ngày 13 tháng 1 năm 2017, Nintendo tiết lộ chi tiết kỹ thuật của Switch, bao gồm cả ngày ra mắt và giá cả trên toàn thế giới. Sự kiện đã được livestreamed, với giọng lồng tiếng bằng tiếng Anh do Nintendo of America phát sóng và thông qua các tài khoản Twitter bằng các ngôn ngữ khác. Sự kiện Nintendo Treehouse diễn ra ngày hôm sau tiết lộ toàn bộ dòng sản phẩm và các trò chơi sắp phát hành cho Switch.

### Phát hành

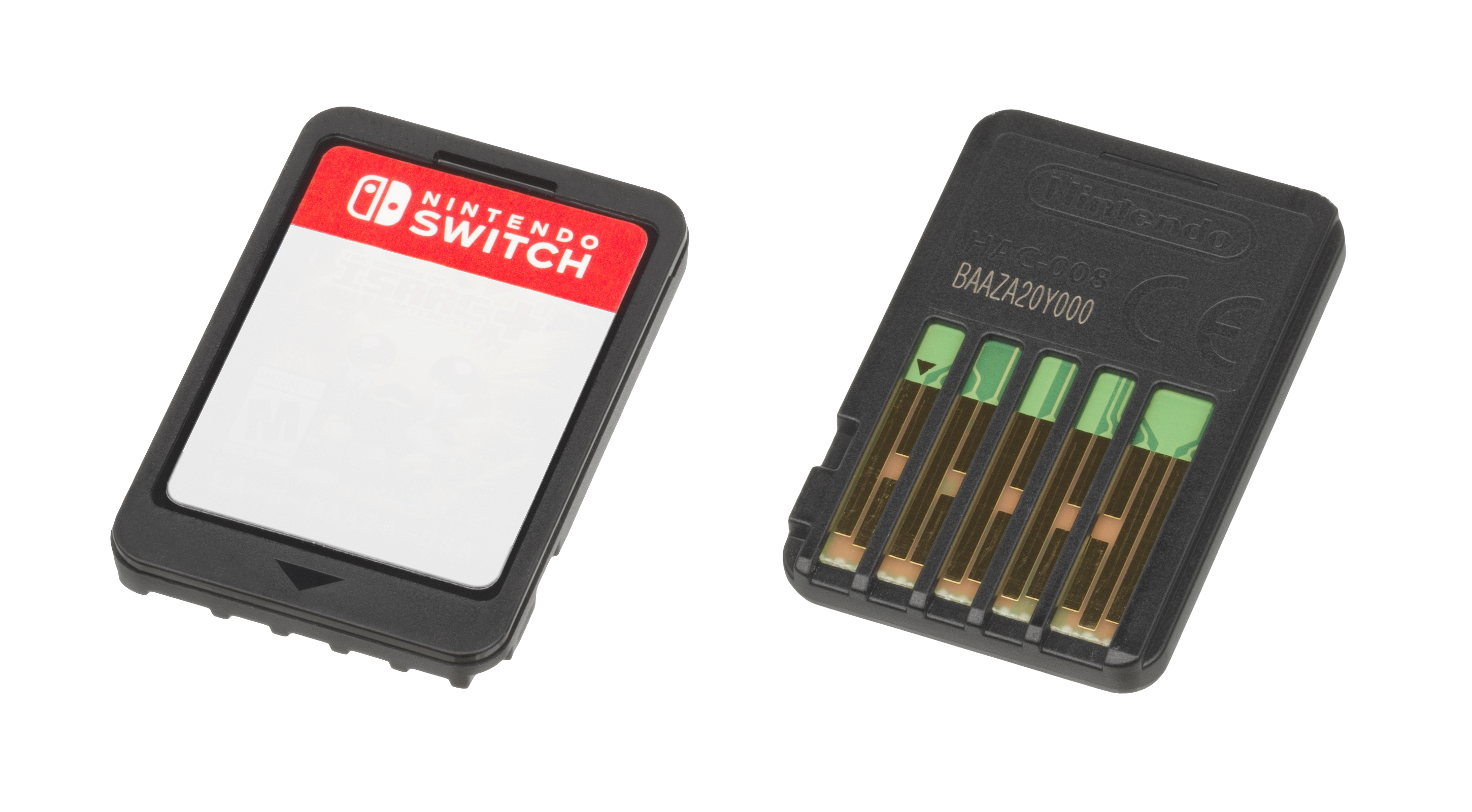
Thẻ gane của Nintendo Switch

Switch chính thức được phát hành vào ngày 3 tháng 3 năm 2017 trên toàn thế giới tại Nhật Bản và hầu hết các thị trường nói tiếng Anh và phương Tây. Máy phát hành với giá MSRP là 29,980 yên Nhật ở Nhật Bản, 299,99 đô la Mỹ ở Hoa Kỳ, 279,99 bảng Anh ở Vương quốc Anh, và 469.95 đô la Úc ở Úc; với mức giá tiêu chuẩn khác nhau ở thị trường Châu Âu. Bộ sản phẩm bao gồm thân máy Switch, đế cắm, bộ điều khiển Joy-Con trái phải và dây đeo đi kèm, tay cầm Joy-Con, bộ chuyển đổi nguồn AC và cáp HDMI. Có hai bộ sản phẩm Switch có sẵn khi ra mắt, một bộ có Joy-Con màu xám và một bộ có Joy-Con màu đỏ và xanh neon. Nintendo lo sợ rằng mức giá cao hơn sẽ làm tổn hại đến doanh số bán hàng, điều này khiến họ không kèm theo bất kỳ phần cứng hoặc trò chơi nào. Việc ra mắt toàn cầu không bao gồm các khu vực châu Á, bao gồm cả Ấn Độ và Trung Quốc đại lục.
Switch tiếp tục phát hành chính thức tại các thị trường cụ thể, chẳng hạn như Argentina ngày 15 tháng 8 năm 2017, và tại Hàn Quốc và Đài Loan ngày 1 tháng 12. Tháng 4 năm 2018, CD Media, nhà phân phối chính thức của Nintendo tại Hy Lạp và Balkans kể từ năm 2016, đã thông báo khi sau mở văn phòng mới của họ tại Istanbul, sản phẩm của Nintendo sẽ chính thức được phân phối tại Thổ Nhĩ Kỳ vào cuối năm. Tháng 6 năm 2012, Nintendo đột ngột rút khỏi thị trường Thổ Nhĩ Kỳ khi nhà phân phối lúc bấy giờ là Nortec Eurasia đóng cửa. CD Media phát hành Nintendo Switch tại Thổ Nhĩ Kỳ tháng 7 năm 2018. Nhà phân phối của Nintendo tại Singapore là Maxsoft đã chính thức ra mắt Nintendo Switch tại Philippines và Thái Lan ngày 30 tháng 11 năm 2018. Đầu năm 2019, Nintendo of Europe đã ký kết hợp tác với Tel Aviv-nhà phân phối dựa trên TorGaming Ltd., trở thành nhà phân phối chính thức của Nintendo tại Israel, và tung ra các sản phẩm của họ trên thị trường, bao gồm cả Nintendo Switch vào ngày 1 tháng 3 năm 2019. Nhà phân phối có trụ sở tại Dubai là Active Gulf đã chính thức ra mắt Nintendo Switch tại Oman ngày 27 tháng 9 năm 2019.
Mặc dù Nintendo Switch chưa chính thức phát hành ở Trung Quốc, nhưng nó vẫn có mặt rộng rãi trong nước do nhập khẩu thị trường xám từ Hồng Kông và các khu vực khác. Tháng 1 năm 2018, cựu Chủ tịch Nintendo, Kimishima Tatsumi cho biết trong một cuộc phỏng vấn với trang web tin tức QQ của Trung Quốc, Nintendo cố gắng phát hành Switch ở Trung Quốc, nhưng đã không thể làm như vậy. Nintendo đã hợp tác với Tencent tháng 4 năm 2019 để đạt được các phê duyệt cần thiết để phát hành Switch ở Trung Quốc, cùng với phiên bản thử nghiệm của New Super Mario Bros. U Deluxe; máy phát hành ngày 10 tháng 12 năm 2019 với giá cơ bản là 2099 Nhân dân tệ hoặc khoảng 298 đô la Mỹ. Tencent sẽ tiếp tục giúp Nintendo phát hành các trò chơi Switch khác thông qua quy trình phê duyệt của Trung Quốc ở Cục Quản lý Phát thanh và Truyền hình Quốc gia. Ngoài ra, Tencent sẽ giúp bản địa hóa các tựa game khác nhau và giúp triển khai dịch vụ Nintendo Switch Online trong nước, tích hợp các dịch vụ của mình với hệ thống thanh toán WeChat.
Nintendo đã rời khỏi thị trường Brazil vào năm 2015 do thuế quan cao, nhưng các đại lý độc lập đã kinh doanh bảng điều khiển ở Brazil kể từ tháng 3 năm 2017. Nintendo kể từ đó đã chỉ định NC Games làm nhà phân phối game trong nước tháng 5 năm 2017, và công ty nội địa này đã cam kết bán một số máy Nintendo Switch được nhập khẩu chính thức với số lượng nhỏ. NC Games âm thầm phá sản vào khoảng năm 2019. Tháng 8 năm 2020, Nintendo khẳng định sẽ khởi động lại việc nhập khẩu trực tiếp vào Brazil, để có thể phát hành vào ngày 18 tháng 9 năm 2020.
Tháng 2 năm 2021, khoảng 4 năm kể từ ngày phát hành máy, chủ tịch Nintendo Furukawa Shuntaro tuyên bố rằng "Switch đang ở giữa vòng đời của nó".

## Phần cứng
Nintendo Switch là một máy chơi trò chơi điện tử video lai, với hệ thống chính bao gồm thân máy, đế và hai bộ điều khiển Joy-Con. Mặc dù nó là một hệ máy lai, Fils-Aimé nói rằng Switch là "một hệ máy chơi trò chơi điện tử tại gia mà bạn có thể mang theo khi di chuyển". Fils-Aimé nói Switch và Nintendo 3DS tồn tại song song, coi 3DS là một sản phẩm khởi đầu dành cho các game thủ trẻ.

### Thân máy

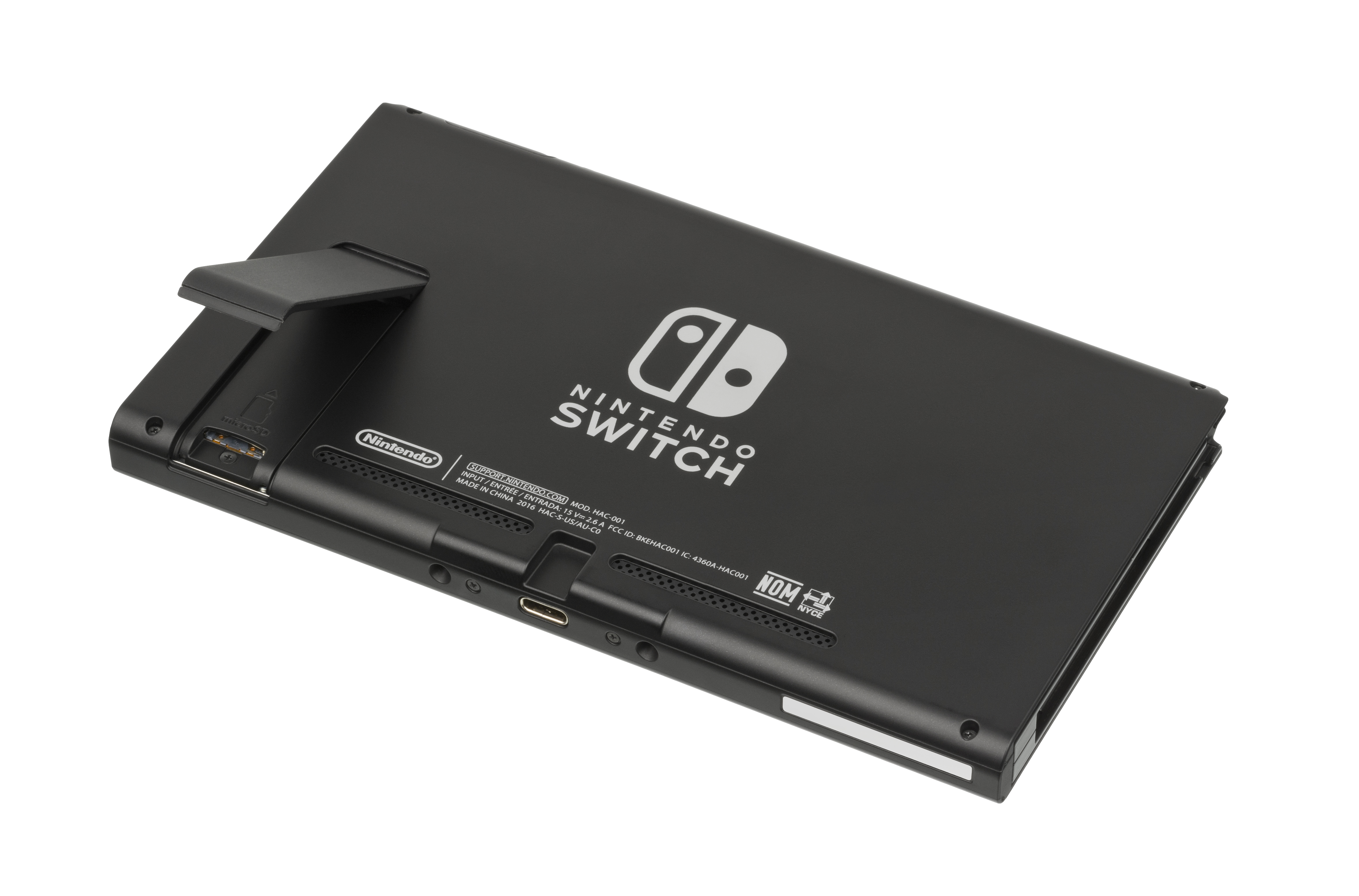
Mặt sau của Nintendo Switch, hiển thị chân đế, khe cắm MicroSD, cổng sạc và lỗ thông hơi

Bộ phận chính của Switch là thân máy, một màn hình giống như máy tính bảng chạy bằng pin có màn hình LCD kích thước 6,2 inch (160 mm) trên đường chéo, giống với Wii U GamePad. Thông số 203,1 x 102 x 13,9 milimét (8,00 × 4,02 × 0,55 in) và nặng 297 gam (10,5 oz). Màn hình hỗ trợ cảm biến điện dung đa điểm, 10 điểm và bao gồm công nghệ haptic từ Immersion Corporation. Màn hình LCD hỗ trợ độ phân giải lên đến 720p (1280×720 px). Máy có giắc cắm âm thanh 3,5 mm, loa âm thanh nổi ở dưới, cổng USB-C để sạc ngoài và chân ở mặt sau. Thiết bị cũng bao gồm các khe cắm thẻ trò chơi (dựa trên thẻ) và thẻ nhớ microSD được lắp dưới thanh đỡ phần thân. Thân máy Switch có ba nút, tất cả đều ở trên đầu thiết bị, Âm lượng +/- và Nguồn. Máy có các đường ray ở bên cạnh, để bộ điều khiển Joy-Con có thể trượt gắn vào thân máy Switch. Một cảm biến ánh sáng xung quanh ở mặt trước của máy sẽ tự động điều chỉnh độ sáng của màn hình. Số hiệu của Switch ban đầu là "HAC-001".
Có ba chế độ chơi có thể được sử dụng với Switch; "TV Mode" với thân máy được gắn vào đế để phát trên TV ngoài, "Tabletop Mode" với máy được đặt trên bàn hoặc bề mặt khác bằng chân đế để chia sẻ trò chơi từ màn hình chuyên dụng hoặc "Handheld Mode", như một thiết bị máy tính bảng di động tiêu chuẩn. Người dùng có thể chuyển đổi giữa các chế độ này đơn giản bằng cách gắn thân máy vào đế hoặc tháo nó ra, mở rộng hoặc rút chân đế lại và tháo hoặc kết nối Joy-Con. Trò chơi có thể được thiết kế để chỉ chơi ở các chế độ cụ thể; ví dụ, Voez không thể chơi trong TV Mode mà phải chơi bằng màn hình cảm ứng của thân máy. Hỗ trợ cho tay cầm và TV Mode sau đó được thêm vào Voez tháng 1 năm 2018 thông qua bản cập nhật cho trò chơi. Một ví dụ khác là Super Mario Party, sẽ không hỗ trợ Handheld Mode.
Nintendo nhấn mạnh Switch là một "trải nghiệm màn hình đơn", trong đó người chơi có thể xem nội dung trên thân  máy khi không cắm vào đế, hoặc trên màn hình gắn vào đế khi máy ở chế độ gắn đế. Switch không có chức năng hai màn hình như Wii U thông qua GamePad của nó.
Nintendo đã cấp bằng sáng chế một thuật ngữ sử dụng nhiều máy Switch để tạo một cấu hình đa màn hình, bằng cách sắp xếp chúng trên một bề mặt phẳng và trải ra môi trường chơi đơn trên màn hình của chúng. Công nghệ này cuối cùng đã được vận dụng trong Super Mario Party.

### Chân đế
Thân máy, có hoặc không có Joy-Con kèm theo, có thể được gắn vào đế Switch, một đế cắm với các đầu nối điện trở để kết nối thân máy với nguồn điện dùng để sạc pin và xuất ra TV thông qua kết nối HDMI cho ra hình ảnh/âm thanh. Đế cũng có hai cổng USB 2.0 và một cổng USB 3.0. Khi được gắn vào đế, thiết bị có thể hỗ trợ độ phân giải lên tới 1080p và tốc độ tối đa là 60 khung hình mỗi giây, mặc dù độ phân giải tối đa thay đổi tùy theo trò chơi. Ví dụ, The Legend of Zelda: Breath of the Wild chạy ở tối đa 900p và 30 khung hình/giây khi Switch gắn vào đế. Đế có kích thước 173 nhân 104 nhân 54 milimét (6,8 in × 4,1 in × 2,1 in) và nặng 327 gam (11,5 oz).
Đế Nintendo Switch

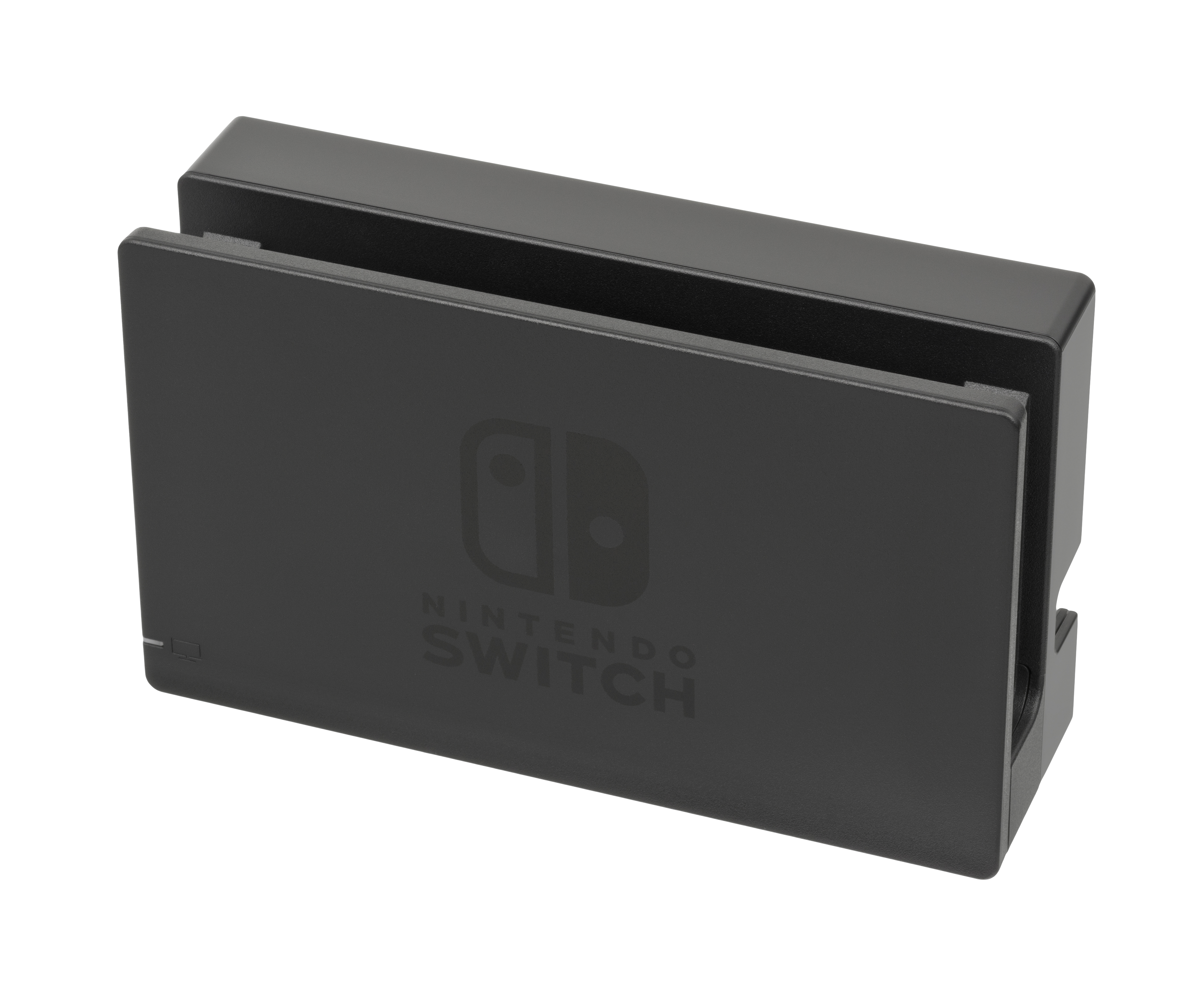
Mặt trước của đế. Máy Switch được gắn từ trên xuống.
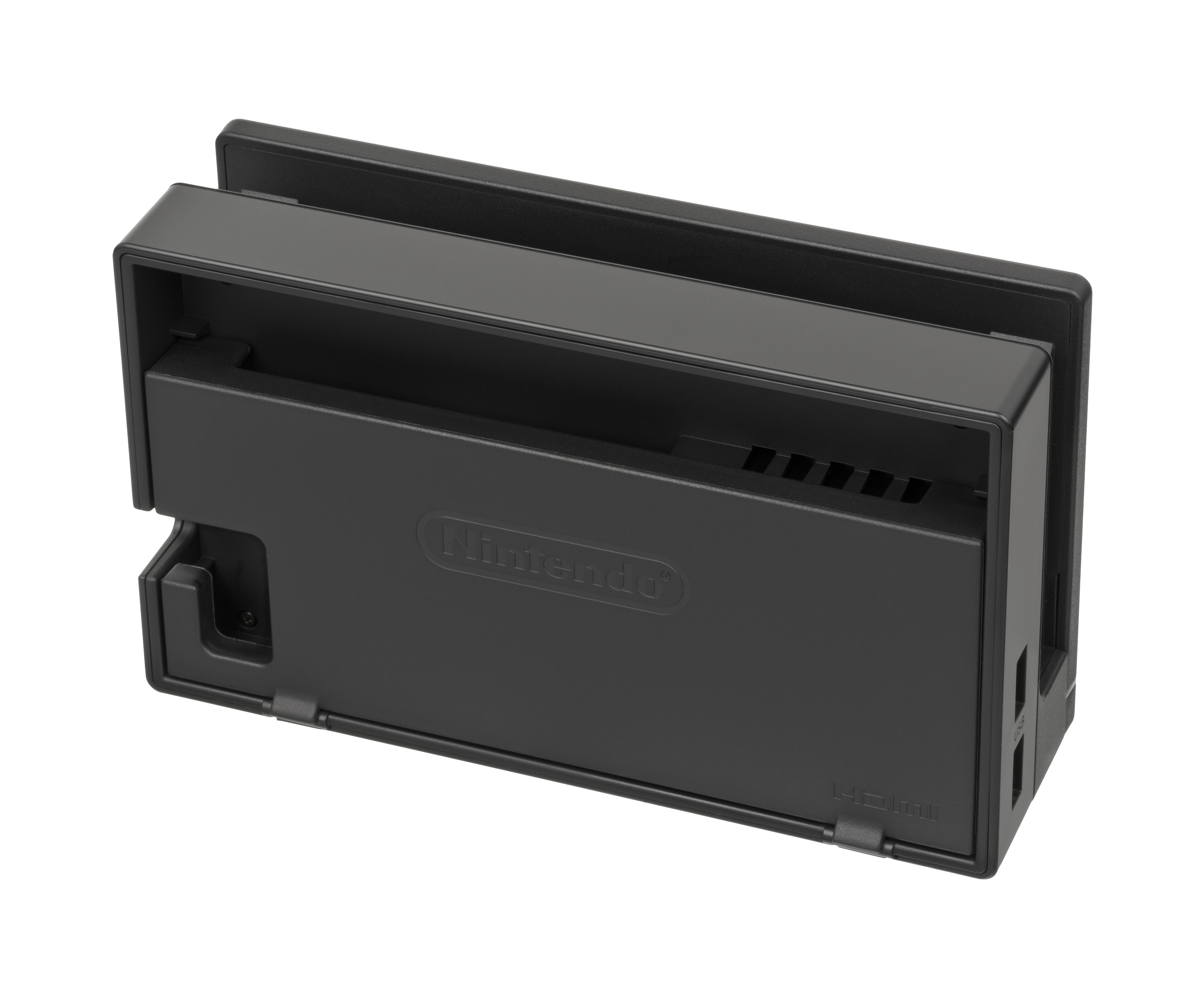
Mặt sau của đế, hiển thị hai cổng USB ở phía bên phải
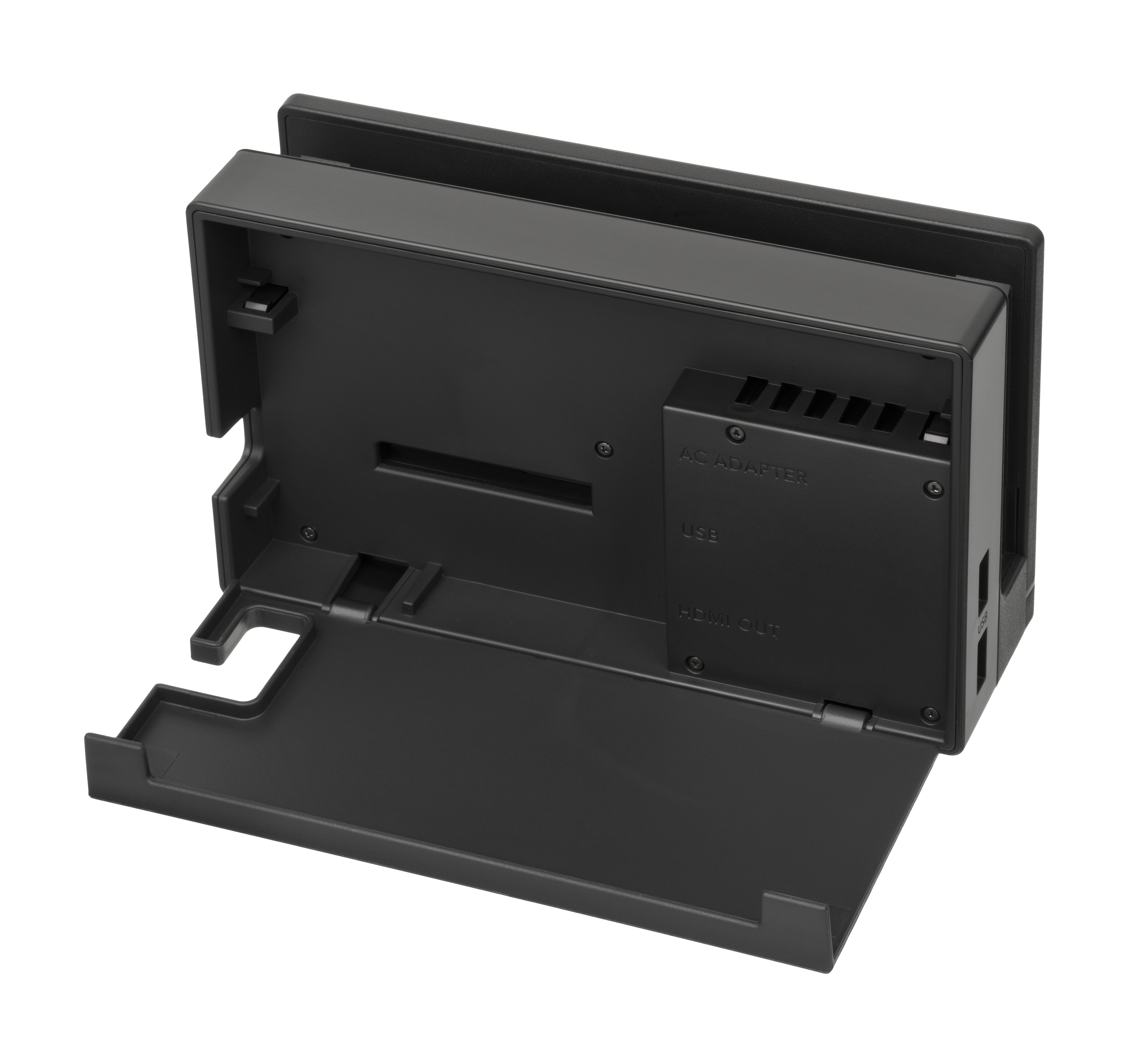
Mặt lưng đế mở ra. Cổng nguồn AC USB-C và cáp HDMI phải được kết nối để chơi trò chơi trên TV. Có thêm một cổng USB 3.0 bên trong.
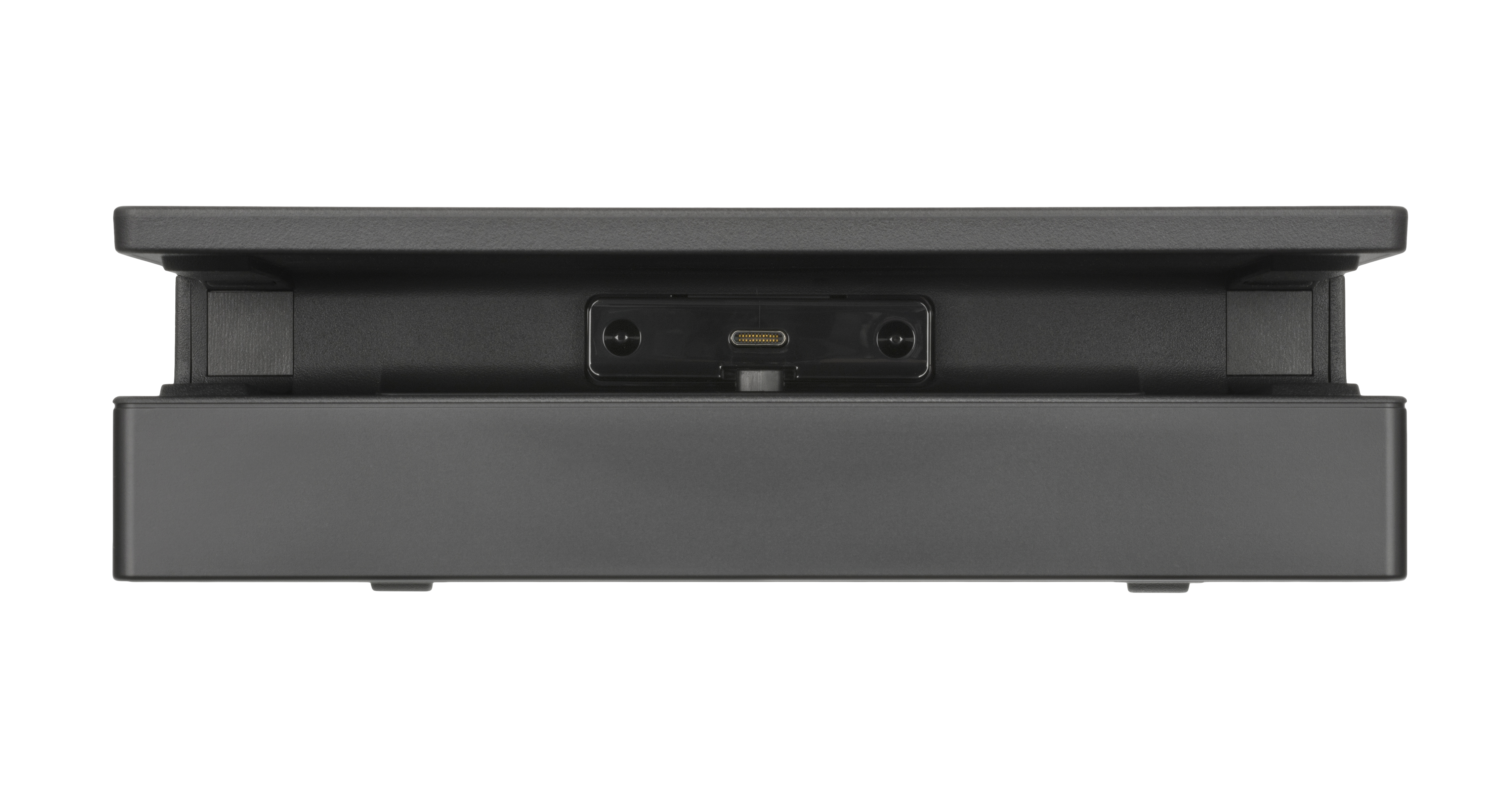
Trên cùng của đế, có cổng USB-C đực kết nối với máy

### Bộ điều khiển

#### Joy-Con
Nintendo Switch đi kèm với hai bộ điều khiển gọi chung là Joy-Con, gọi riêng là "Joy-Con L" và "Joy-Con R". Các tay cầm được gắn vào thân máy Switch bằng hai đường ray trượt sử dụng cơ chế khóa, với một nút nhả nhỏ ở mặt sau để trượt ra. Khi tách ra, chúng có thể được sử dụng như một cặp cho một người chơi, gắn vào một cái kẹp mô phỏng gamepad, hoặc được sử dụng như bộ điều khiển riêng biệt bởi hai người chơi. Một máy Switch có thể hỗ trợ tới tám kết nối Joy-Con. Dây đeo có thể gắn vào các mặt của Joy-Con khi chúng tách ra. Có sẵn một sạc tay cầm cho Joy-Con, để gắn cáp USB-C vào nguồn điện. Cùng với đó, Nintendo đã phát hành dây đeo sạc cho phép người chơi sạc Joy-Con cá nhân bằng pin AA tích hợp vào ngày 16 tháng 6 năm 2017.

#### Pro Controller
Switch cũng hỗ trợ một tay cầm điều khiển không dây, được gọi là Nintendo Switch Pro Controller, có thiết kế truyền thống hơn, gợi nhớ đến Wii Classic Controller Pro và Wii U Pro Controller. Nintendo Switch Pro Controller kết nối với Switch thông qua giao tiếp Bluetooth không dây và được sạc qua cổng USB-C tiêu chuẩn trên tay cầm.
Những tay cầm Nintendo Switch tiêu chuẩn
- Tay cầm điều khiển Joy-Con L và Joy-Con R màu xám. Khe ray trượt bên trong, hướng vào mặt bên của thân máy Switch
- Joy-Con màu đỏ và xanh lam có rãnh trên chuôi sạc, tạo ra tỷ lệ chung cho một tay cầm điều khiển tiêu chuẩn
- Mặt trên của báng sạc, hiển thị cổng USB-C
- Tay cầm Pro Controller tiện dụng hơn

#### Khác
Theo Kimishima, Nintendo Switch hỗ trợ một loạt các phụ kiện bổ sung. Kimishima đề xuất Switch sẽ là một phần của một hệ sinh thái lớn gồm nhiều các thiết bị, mặc dù thân máy Switch vẫn là yếu tố cốt lõi. Takahashi đề xuất khả năng của các phụ kiện khác ngoài Joy-Con có thể gắn và/hoặc kết nối với máy để làm thiết bị đầu vào thay thế và thay đổi cách sử dụng Switch.
Nintendo khuyến khích dùng Joy-Con Wheel, một thiết bị nhỏ như tay lái, người chơi sẽ gắn Joy-Con vào nó để sử dụng cho các trò chơi đua xe như Mario Kart 8 Deluxe. Chân đế riêng có bán riêng lẻ, gồm nguồn và cáp HDMI. Bên thứ ba cũng hỗ trợ Switch với các phụ kiện bổ sung, chẳng hạn như túi đựng và miếng dán bảo vệ màn hình. Bản cập nhật hệ thống 4.0.0 hỗ trợ tay cầm GameCube được kết nối qua USB với bộ điều hợp GameCube có sẵn cho Wii U cũng như bộ điều hợp mới được sản xuất cho Switch; Tay cầm GameCube có thể được sử dụng với hầu hết các trò chơi tương thích với tay cầm Pro của Switch, chẳng hạn như Super Smash Bros. Ultimate. Bàn phím máy tính USB hỗ trợ cho một số tác vụ nhất định, chẳng hạn như nhập văn bản. Bộ điều khiển Joy-Con đặc biệt dựa trên thiết kế của cả tay cầm NES và SNES cũng được bán cho người đăng ký dịch vụ Nintendo Switch Online để sử dụng với các trò chơi NES và SNES.

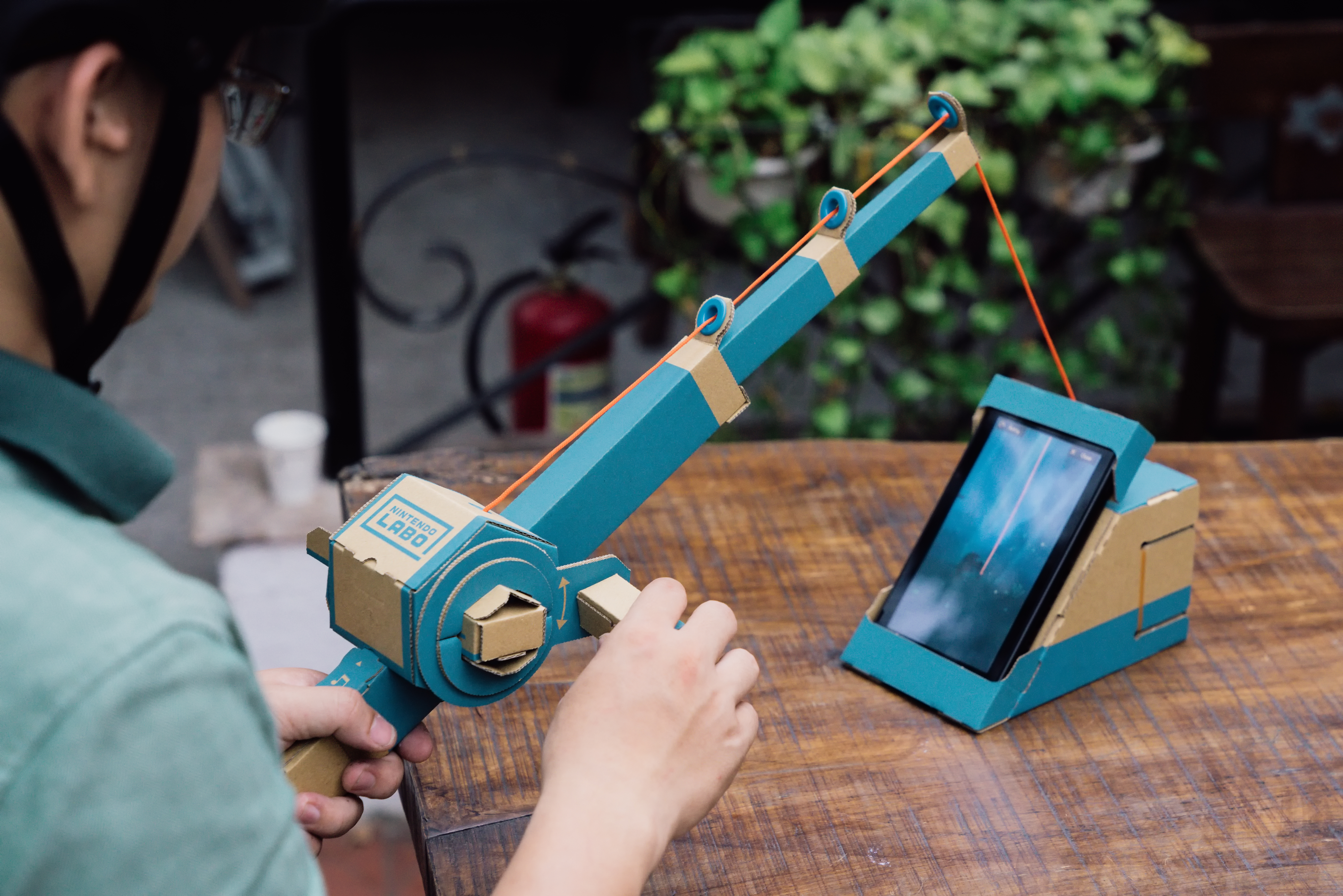
Một bộ Nintendo Labo mô phỏng cần câu và cuộn dây

Tháng 1 năm 2018, Nintendo ra mắt Nintendo Labo, một nền tảng hướng đến trẻ em, kết hợp trò chơi với các bìa cứng tự làm (do-it-yourself), gắn hoặc quấn quanh thân máy Switch và Joy-Con nhằm tạo ra những món đồ chơi tương tác với phần cứng Switch. Các món đồ bìa cứng này, cũng có thể bao gồm dây, dây cao su và các mảnh khác, được gọi là Toy-Con. Phần mềm trò chơi cung cấp hướng dẫn cấu tạo Toy-Con và giao diện điều khiển Toy-Con. Những ví dụ được đưa ra bao gồm một chiếc "ô tô"  điều khiển từ xa, trong đó hai Joy-Con gắn vào ô tô và phản hồi rung của chúng cung cấp chuyển động cho ô tô, được điều khiển từ Switch, hoặc một cần câu, trong đó Joy-Con là một phần của cuộn và tay cầm của cần, các điều khiển chuyển động của chúng được sử dụng để mô phỏng hành động câu cá trong trò chơi nhỏ và một cây đàn piano đồ chơi nhỏ.
Tháng 10 năm 2019 Nintendo phát hành Ring Fit Adventure, bao gồm Leg Strap để gắn Joy-Con vào chân và Ring-Con, một vòng nhựa cứng linh hoạt có gắn Joy-Con. Người chơi tương tác với trò chơi theo kiểu của một trò chơi nhập vai, bằng cách thực hiện các bài tập khác nhau, chẳng hạn như chạy tại chỗ, ngồi xổm và bóp vòng, để thực hiện các hành động trong trò chơi như chạy, nhảy, tấn công và phòng thủ, tương ứng. Các tính năng như vậy là một phần trong mục tiêu "chất lượng cuộc sống" của Nintendo để kết hợp hoạt động thể chất cùng với Switch, tương tự như các tựa trò chơi trước đây như Wii Fit.
Tháng 2 năm 2017, chủ tịch Nintendo là Kimishima Tatsumi, tuyên bố họ đang "nghiên cứu" các giải pháp thực tế ảo, nhưng cảm thấy rằng sự thoải mái mới là mối quan tâm chính. Chủ tịch Nintendo of America và COO Reggie Fils-Aimé cũng trích dẫn các giải pháp VR hiện có không phải là "vui nhộn" hay "xã hội". Cuối cùng, Nintendo đã công bố bộ Labo VR mới vào tháng 3 năm 2019, sử dụng tai nghe và thiết bị bằng bìa cứng đặt trước màn hình của máy, kết hợp với các phụ kiện đính kèm.
Chân đế và chân đế thay thế cũng đã được tạo cho Switch để khắc phục những hạn chế của chân đế riêng của thiết bị để chơi trên mặt bàn, bao gồm một "Đế sạc có thể điều chỉnh" chính thức có thể được kết nối với bộ chuyển đổi AC của thiết bị.

### Thông số kỹ thuật
| Hệ thống trên một vi mạch | Tên              | Nvidia Tegra X1                                                                         |
| Hệ thống trên một vi mạch | Xử lý            | 20 nm, 16 nm                                                                            |
| CPU                       | Loại             | Quad-core ARM Cortex-A57                                                                |
| CPU                       | Loại             | Quad-core ARM Cortex-A53                                                                |
| CPU                       | ISA              | ARMv8-A                                                                                 |
| CPU                       | Tốc độ xung nhịp | 1.02 GHz                                                                                |
| CPU                       | L1 cache         | 48 kB + 32 kB per core                                                                  |
| CPU                       | L1 cache         | 32 kB + 32 kB per core                                                                  |
| CPU                       | L2 cache         | 2 MB                                                                                    |
| CPU                       | L2 cache         | 512 kB                                                                                  |
| GPU                       | Loại             | Nvidia GM20B Maxwell-based                                                              |
| GPU                       | Tốc độ xung nhịp | 307.2-768 MHz                                                                           |
| GPU                       | Xử lý luồng      | 256 (157-393 GFLOP/s)                                                                   |
| GPU                       | TMU              | 16 (4.9-12.3 GTexel/s)                                                                  |
| GPU                       | ROP              | 16 (4.9-12.3 GPixel/s)                                                                  |
| GPU                       | Tính toán xử lý  | 2                                                                                       |
| Bộ nhớ tạm                | Tổng             | 4 GB LPDDR4 SDRAM @ 1600 MHz                                                            |
| Bộ nhớ tạm                | Băng thông       | 25.6 GB/s                                                                               |
| Lưu trữ                   | Thân máy         | Bộ nhớ flash 32 GB eMMC NAND (mẫu cơ bản) 64 GB (mẫu OLED)                              |
| Lưu trữ                   | Có thể thay đổi  | Thẻ microSD/HC/XC (lên đến 2 TB)                                                        |
| Phương tiện truyền thông  | Tên              | Thẻ trò chơi Nintendo Switch                                                            |
| Phương tiện truyền thông  | Dung lượng       | 1-64 GB                                                                                 |
| Hiển thị                  | Thân máy         | 6.2-inch, màn LCD 720p @ 237 ppi (mẫu cơ bản) 7-inch, màn OLED 720p@ 210 ppi (mẫu OLED) |
| Hiển thị                  | Xuất ra màn hình | 4K (OLED's Dock), 1080p, 720p và 480p thông qua HDMI 1.4b                               |

#### Nintendo Switch Lite

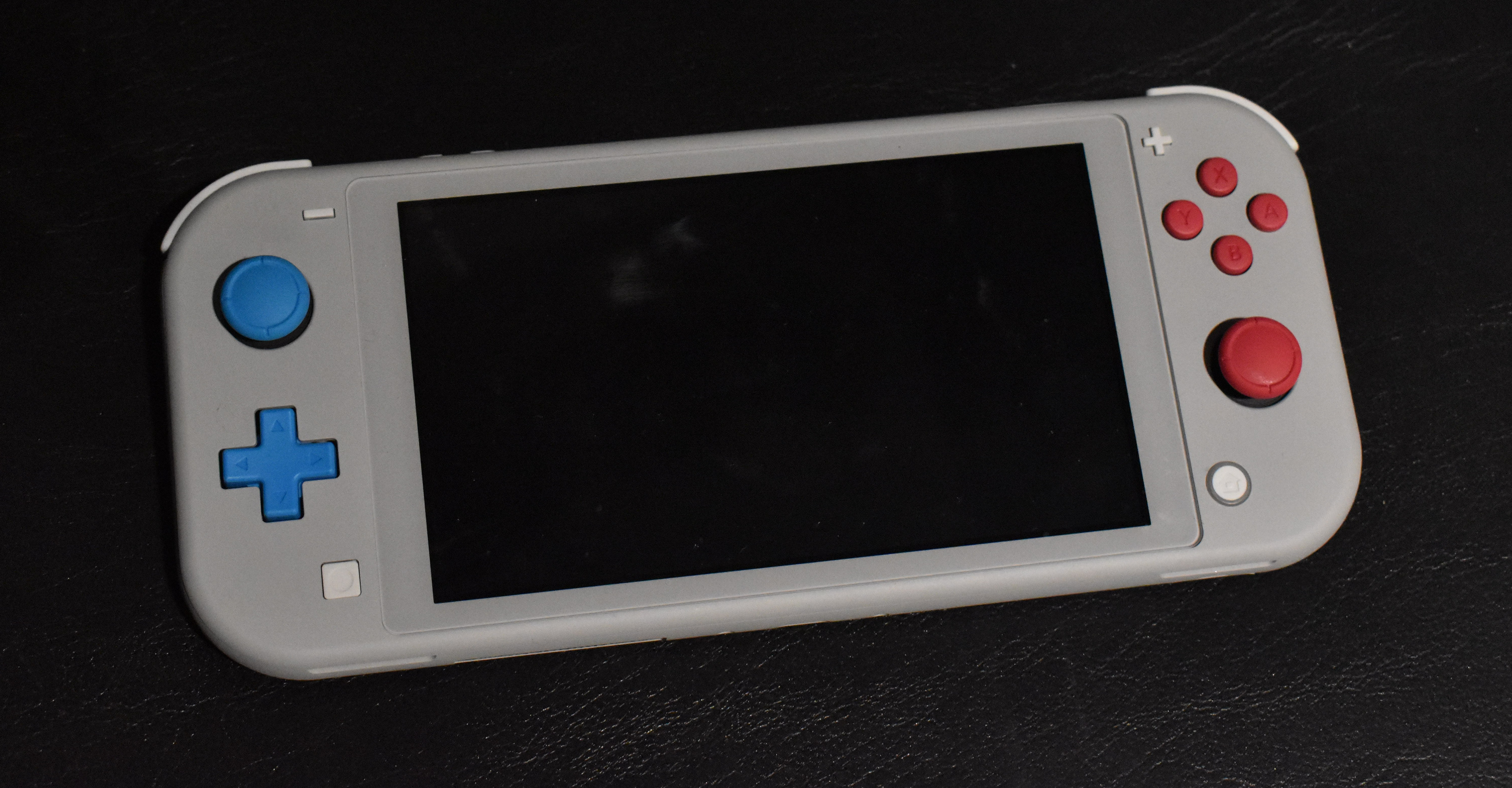
Nintendo Switch Lite tích hợp Joy-Con vào phần thân chính.

#### Phiên bản OLED

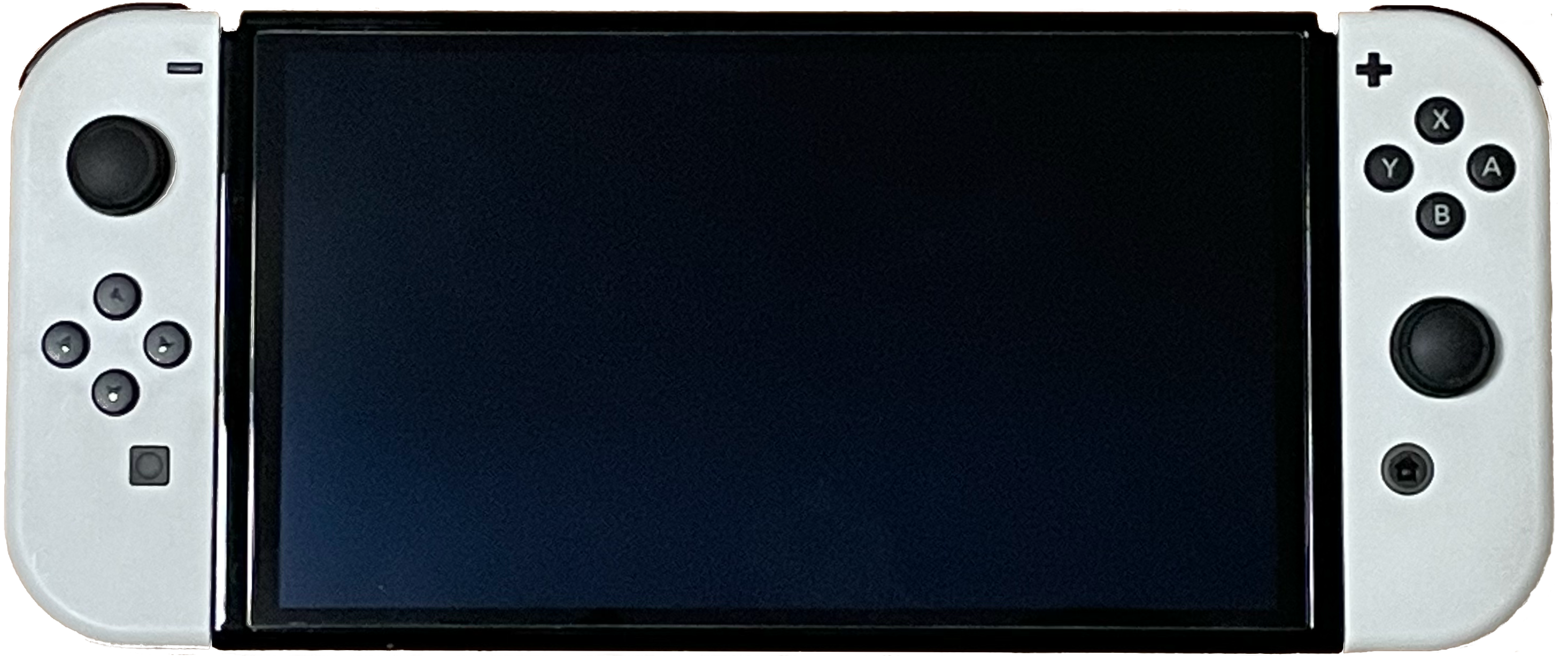
Mẫu Nintendo Switch OLED có màn hình OLED lớn hơn, thân máy bằng kim loại và chân đế được thiết kế lại.

## Phần mềm

Giao diện chính của máy Switch

### Nintendo Switch Online

Logo Nintendo Switch Online

#### SoC, CPU, GPU, RAM
Các mẫu Switch ban đầu phát hành với số model "HAC-001". Switch sử dụng chip dựa trên hệ thống từ dòng sản phẩm Tegra, phát triển chung với Nvidia. Chưa có chi tiết cụ thể nào cho thấy đó là chip Tegra "tùy chỉnh" dựa trên kiến trúc tương tự như card đồ họa GeForce hàng đầu thế giới "phổ biến trong máy tính cá nhân và có API tùy chỉnh được gọi là "NVN", được thiết kế để "mang lại trò chơi nhẹ, nhanh cho công chúng". Takeda đã mô tả chipset Nvidia là yếu tố quan trọng trong việc mang đến cho các game thủ một mức hiệu năng tương tự như hiệu suất mà họ trải nghiệm trên máy tính cá nhân, giúp Switch đạt được "hiệu suất cao nhưng tiêu thụ điện năng thấp". Trong một báo cáo trước khi phát hành, mà Nintendo hoặc Nvidia chưa xác nhận, tuyên bố SoC sẽ là một Nvidia Tegra X1 SoC với 4 lõi ARM Cortex-A57 CPU và 4 lõi ARM Cortex-A53 CPU cùng với 256 Maxwell dựa trên lõi CUDA GPU. Điều này sau đó được chứng thực bằng một phân tích trên máy do Tech Insights thực hiện vào tháng 3 năm 2017. Các lõi CPU có tốc độ 1.020 GHz. Trong khi SoC có 8 lõi CPU, Switch chỉ sử dụng 4 lõi Cortex-A57, trong đó có 1 lõi dành riêng cho hệ điều hành. Các lõi GPU có tốc độ 768 MHz khi gắn thiết bị vào đế và ở chế độ cầm tay, dao động giữa các tốc độ sau: 307,2 MHz, 384 MHz và 460 MHz. Điều này khiến cho GPU của Switch đạt hiệu suất cao nhất trên lý thuyết là 393 GFLOPS ở chế độ gắn đế và 236 GFLOPS ở chế độ cầm tay. iFixit sau đó đã tháo tung sản phẩm, và xác nhận có 4GB LPDDR4. Tốc độ 1600 MHz ở chế độ gắn đế, và giảm còn 1331,2 MHz ở chế độ cầm tay.

#### Kết nối không dây
Switch cung cấp Wi-Fi 5 (kết nối không dây 802.11ac băng tần kép và tuân thủ các chế độ 802.11 a/b/g/n/ac). Có thể kết nối tối đa tám máy Switch trong mạng không dây ad hoc cho các trò chơi nhiều người chơi và có thể chơi trên mỗi Switch được kết nối.  Trong trường hợp của Splatoon 2, mười máy Switch có thể kết nối trong mạng ad hoc, mặc dù chỉ có 8 máy có thể chơi trực tiếp trong khi hai máy khác có thể xem như khán giả. Switch sử dụng Bluetooth 4.1 để liên lạc không dây giữa máy và bộ điều khiển.  Người dùng có thể mua bộ điều hợp LAN USB của bên thứ ba để kết nối có dây khi máy được gắn đế ở chế độ TV. Phụ kiện bộ điều hợp Wii LAN của Nintendo cũng tương thích với Switch qua cổng USB.